# 石川翔
石川 翔（いしかわ しょう、1999年12月14日 - ）は、東京都板橋区出身のプロ野球選手（投手・育成選手）。右投左打。中日ドラゴンズ所属。
弟は栃木ゴールデンブレーブスでプレーした石川慧亮。

## 経歴

### プロ入り前
小学3年生の時に徳丸原パンダースで外野手として野球を始め、小学校5年生から中学校1年夏まで東板橋リトルリーグで投手兼外野手としてプレーした。中学1年夏からは中学校卒業まで板橋シニアで投手兼外野手としてプレーした。当時、投手としてはチームでも2、3番手と言うレベルだった。中学時代に右膝の分離症の手術を受け、以後高校卒業に至るまで怪我に悩まされることとなる。
高校は練習環境が整っているとしてセレクションを経て栃木県にある青藍泰斗高校に入学。足が速くて強肩、打撃も良かったことから外野手として起用されることになった。中学で痛めた右膝に続いて、高校1年秋でも左膝の分離症により内視鏡手術を受け、1年冬のトレーニングを休むことになった。左膝の手術で治療に時間がかかったため「野手よりも自分のペースで練習ができる投手の方が良いかもしれない」という監督の判断と、2年になる春先に、打撃投手を3日続けて自ら買って出るなどアピールの結果、投手に再転向。2年春の関東大会で146km/h を記録してプロのスカウトの目に留まるようになる。この頃からバッティングを活かすため自分の登板がない時には外野手として投手兼任でベンチ入りし、栃木県大会準優勝、関東大会春季大会2回戦敗退。2年の夏の栃木県大会は8強だった。2年秋からはエースとなり、秋季県大会は4位だった。センバツ出場を逃したこの大会以降、チームプレイの大切さに気付き、また基礎体力の向上のためランニングなどトレーニングに精を出すようになった。また、同時期にコーチとして専修大学硬式野球部の監督だった高橋薫が指導に当たり、メンタル強化の重要さなど石川に大きな影響を与えた。この冬の練習を経て、身長は10cm 伸び、体重は10kg 増え、球速は10km/h 以上速くなった。
3年の春季大会は左股関節痛の影響で登板は無く、チームも2回戦敗退。その後右肩痛に悩まされる。3年の夏の栃木県大会開幕前には左足首に重度の捻挫を負い、負傷したままテーピングをし痛み止めを飲んで投げ続けた。準々決勝の石橋高校戦では、高校時代の最速となる151km/hを記録、続く準決勝で作新学院高校と戦い、左打者対策で練習していたカットボールを解禁し9回を完投して8奪三振と健闘したものの2-3で惜敗し、ベスト4に終わった。
2017年度新人選手選択会議で中日ドラゴンズに2巡目で指名され、契約金6000万円、年俸700万円で入団に合意した。背番号は40。同姓の石川駿が在籍しており表記はフルネーム記載となる。

### 中日時代
2018年4月11日に両足三角骨の除去手術を受けたと発表された。痛みは以前からあったという。10月13日の阪神タイガース戦では7回裏から2番手で登板し、無失点だった。1年目はこの1試合のみだった。オフに開催された2018アジアウインターベースボールリーグにNPBウエスタン選抜として出場した。
2019年は、春季キャンプ中に一軍昇格を果たし、先発ローテーション入りも期待されたが、3月15日のウエスタン・リーグ開幕戦対オリックス・バファローズ戦で4回を投げた後に異常を訴え、検査の結果右肘軟骨に異常が生じた疑いがあるとして手術を受けることが決まった。そのため一軍と二軍双方で登板はなかった。
2020年は、6月4日のオリックスとの練習試合で、1年3か月ぶりに実戦登板し、自己最速の152km/hを記録するなど、1回を無失点に抑えた。最終的には一軍登板は無く、ウエスタン・リーグでも3試合の登板に留まった。オフにはみやざきフェニックス・リーグに参加した。オフに63万円減となる推定年俸637万円で契約を更改した。
2021年は二軍戦で結果を残したが、8月に右肩を痛めた。契約更改では年俸は600万円となり、育成選手として契約した。背番号は208に変更された。
2022年6月23日、二軍戦でおよそ11か月ぶりに実戦登板を果たす。
2023年は春季キャンプで一軍メンバーに抜擢されるも、3月16日、右肘のトミー・ジョン手術、並びに尺骨神経移行術を受け、当シーズン中の復帰は絶望となった。同年7月にはネットスローを再開した。なお、リハビリ方法については、この年に開催された2023WBCに選出されていた同僚の髙橋宏斗を通じて、ダルビッシュ有からアドバイスをもらっていたという。オフに29万円減の推定年俸501万円で契約を更改した。
2024年6月1日、ウエスタン・リーグのくふうハヤテ戦で、およそ1年3か月ぶりに実戦登板を果たし、ストレートの最速は155km/hを記録した。その後の登板で、自己最速を157km/hにまで更新した。この年は二軍で17試合に登板し、2勝1敗、防御率3.00という成績であった。オフに10万円増の推定年俸511万円で契約を更改した。

## 選手としての特徴
ドラフト指名前、山本昌からドラフト1位候補にふさわしい完成度の高いフォームを称えられていた。また、ドラフト指名後、元中日ドラゴンズスカウトの法元英明は石川のことをドラフト1位で指名されていてもおかしくなかった高校ナンバーワンの速球投手であるとし、似たタイプとして鈴木孝政を挙げた。
鋭い腕の振りから最速は154km/hのノビのあるストレートを繰り出し、ストレートは初速と終速の差が少なく、かつ捕手が上から被せるようにして捕らないと弾くほどの威力がある。変化球はキレ味が鋭い縦のスライダーが武器で、他にもカーブ、カットボール、チェンジアップを持つ。

## 人物
日本人の父親とフィリピン人の母を持つハーフ。4人きょうだいの長男であり、姉と弟、妹がいる。弟の慧亮もプロ野球選手志望であり、兄と同じ青藍泰斗高校に進み、卒業後の2021年から2024年まで独立リーグ・ベースボール・チャレンジ・リーグの栃木ゴールデンブレーブスでプレーしていた。2022年10月16日には、日本独立リーグ野球機構選抜メンバーとしてみやざきフェニックス・リーグに参加していた慧亮との対決が実現しており、初球で打ち取っている。
小学生のころ好きだった投手はマーク・クルーンと藤川球児。憧れの選手は菅野智之。目標としている尊敬する投手は江川卓。
高校時代のチームメイトに中山誠吾がいる。

## 詳細情報

### 年度別投手成績
| 年 度     | 球 団     | 登 板 | 先 発 | 完 投 | 完 封 | 無 四 球 | 勝 利 | 敗 戦 | セ 丨 ブ | ホ 丨 ル ド | 勝 率 | 打 者 | 投 球 回 | 被 安 打 | 被 本 塁 打 | 与 四 球 | 敬 遠 | 与 死 球 | 奪 三 振 | 暴 投 | ボ 丨 ク | 失 点 | 自 責 点 | 防 御 率 | W H I P |
| --------- | --------- | ----- | ----- | ----- | ----- | -------- | ----- | ----- | -------- | ----------- | ----- | ----- | -------- | -------- | ----------- | -------- | ----- | -------- | -------- | ----- | -------- | ----- | -------- | -------- | ------- |
| 2018      | 中日      | 1     | 0     | 0     | 0     | 0        | 0     | 0     | 0        | 1           | ----  | 3     | 1.0      | 0        | 0           | 0        | 0     | 0        | 0        | 0     | 0        | 0     | 0        | 0.00     | 0.00    |
| 通算：1年 | 通算：1年 | 1     | 0     | 0     | 0     | 0        | 0     | 0     | 0        | 1           | ----  | 3     | 1.0      | 0        | 0           | 0        | 0     | 0        | 0        | 0     | 0        | 0     | 0        | 0.00     | 0.00    |

- 2024年度シーズン終了時

### 年度別守備成績
| 年 度 | 球 団 | 投手  | 投手  | 投手  | 投手  | 投手  | 投手     |
| 年 度 | 球 団 | 試 合 | 刺 殺 | 補 殺 | 失 策 | 併 殺 | 守 備 率 |
| ----- | ----- | ----- | ----- | ----- | ----- | ----- | -------- |
| 2018  | 中日  | 1     | 0     | 0     | 0     | 0     | ----     |
| 通算  | 通算  | 1     | 0     | 0     | 0     | 0     | ----     |

- 2024年度シーズン終了時

### 記録
初記録
- 初登板・初ホールド：2018年10月13日、対阪神タイガース25回戦（ナゴヤドーム）、7回表に2番手で救援登板、1回無失点

### 背番号
- 40（2018年[16] - 2021年）
- 208（2022年[25] - ）